# 叶翘
葉翹（?—?），是中国五代十国闽国大臣，闽康宗王昶时期宰相。

## 早年
葉翹是永泰（今福建省福州市永泰县）人，生年、家世不详，葉翹博学质朴正直。在闽国第三任君主惠宗王延钧在位时，王延钧任命他作为儿子福王王继鹏的福王友。王延钧让王继鹏以师傅之礼相待，遇事葉翹的建议多有裨益。宫中的人称呼他为國翁，官至六军判官。

## 王昶时期
永和元年（935年）十一月，王延钧被王继鹏派李倣杀害，王继鹏即位为皇帝，改名为王昶。王昶任命葉翹为內宣徽使，參政事。然而，据说王昶成为皇帝后，他变得傲慢骄纵，不再与葉翹議论國事。一天，王昶刚要处理国事，葉翹故意穿着道士的服装走出。王昶立即召回他，对他说：“軍國有许多事情，但是我很长时间没有和你商议了。这是我的過错。”葉翹頓首回答：「老臣輔導不好，致陛下即位以來，没有任何好的成就可稱道，我请求退休。」王昶说：「先帝把我托付给叶公。如果我的决策不正确，叶公应该公开说出。你为何要弃我而去！」他厚賜给葉翹金帛，慰諭令葉翹復位宰相。
但是，王昶对葉翹的尊重并没有持久。王昶的元妃梁國夫人李氏，是同平章事李敏和王昶姑姑的女儿。王昶宠爱李春燕，对待李夫人很冷淡。葉翹劝諫：「梁國夫人是先帝的外甥女，聘之以禮，为何因为新愛而抛棄她！」王昶不高兴，从此疏远了葉翹。不久，葉翹再次上書言事，王昶在他上书的紙尾批写道：「春色曾看紫陌头，乱红飞尽不禁愁；人情自厌芳华歇，一葉隨風落御溝。」让葉翹回到永泰，以壽終，不知何年。